# Brunellia comocladifolia
El palo bobo, matapuercos, riñón  o berraco (Brunellia comocladifolia) es un árbol de la familia  Brunelliaceae

## Descripción
Árbol de 5 a 12 metros de alto, es el único representante de su familia en la Indias Occidentales.
Hojas compuestas de 11 hasta 23 folíolos, con forma de lanza, ápice puntiagudo y los bordes dentados. Las hojuelas de 5 a 12 cm de largo tienen el haz verde y el envés velloso y verde gris con venas levantadas marrón mohoso. Florece de primavera a verano. Las flores amarillas verdosas se producen en racimos laterales. Las frutas diminutas marrón mohoso con forma de estrella, maduran en verano.

## Distribución y hábitat
Está distribuido por las Antillas Mayores, Guadalupe, Venezuela y Colombia. En Puerto Rico se encuentra en bosques de alta montaña hasta 1.220 m o más de elevación en la Cordillera Central y la Sierra de Luquillo
.

## Taxonomía
Brunellia comocadifolia publicado en  Plantae Aequinoctiales 1: 211–213, t. 59. 1808. (Pl. Aequinoct.). Bonpl. in Humb. et Bonpl., Pl. Aequinoct. 1: 211 (1808). Holotipo: Colombia, Humboldt y Bonpland 1906 (P). Ilustr.: Cuatrecasas, Fl. Neotrop. 2: 64, t. 26, 65, t. 27E (1970)
Subespecies
Cuatrecasas (1970, 1985) dividió a Brunellia comocladifolia en diez subespecies alopátricas, la mayoría de las cuales habitan en Colombia. El material de Costa Rica fue descrito como la subespecie josephensis Cuatr., Fl. Neotrop. 2: 72 (1970) (Holotipo: Skutch 2515, NY).
- Brunellia comocladifolia subsp. boyacensis Cuatrec., Fl. Neotrop. Monogr. 2: 67 (1970).
- Brunellia comocladifolia subsp. comocladifolia.
- Brunellia comocladifolia subsp. cubensis Cuatrec., Fl. Neotrop. Monogr. 2: 77 (1970).
- Brunellia comocladifolia subsp. cundinamarcensis Cuatrec., Fl. Neotrop. Monogr. 2: 68 (1970).
- Brunellia comocladifolia subsp. domingensis Cuatrec., Fl. Neotrop. Monogr. 2: 74 (1970).
- Brunellia comocladifolia subsp. funckiana (Tul.) Cuatrec., Fl. Neotrop. Monogr. 2: 69 (1979).
- Brunellia comocladifolia subsp. guadalupensis Cuatrec., Fl. Neotrop. Monogr. 2: 76 (1970).
- Brunellia comocladifolia subsp. jamaicensis Cuatrec., Fl. Neotrop. Monogr. 2: 72 (1970).
- Brunellia comocladifolia subsp. josephensis Cuatrec., Fl. Neotrop. Monogr. 2: 72 (1970).
- Brunellia comocladifolia subsp. ptariana (Steyerm.) Cuatrec., Fl. Neotrop. Monogr. 2: 70 (1970).)[4]